# كارل ستراوس
كارل ستراوس (بالإنجليزية: Karl Strauss)‏ هو شخصية أعمال أمريكي، ولد في 5 أكتوبر 1912 في مندن في ألمانيا، وتوفي في 21 ديسمبر 2006 في ميلواكي في الولايات المتحدة.